# Jean de Compey
Jean de Compey, mort le 28 juin 1492 à Moûtiers, est un prélat du XVe siècle, probablement issu de la famille féodale de Compey.

## Biographie

### Origines
Jean de Compey (parfois Compeys) est fils de Jean de Compey, seigneur de Gruffy, Draillant, de La Chapelle et de Grandcour, et d'Antoinette de La Palud-Varembon,,. Il appartient à la famille féodale de Compey, originaire du Genevois. Sa date de naissance est inconnue. Il est mentionné pour la première fois durant l'année 1462. 
Selon la généalogie avancée par Amédée de Foras, il serait issu d'une fratrie de dix enfants.
Son frère, Philippe, a rédigé les statuts de la Sainte-Chapelle de Chambéry.

### Abbé commendataire et officier ducal
Jean de Compey est un abbé commendataire pour les abbayes d'Aulps, Chézery, Filly, Sixt et Saint-Étienne de Verceil (Santo Stefano in Vercelli, Piémont).
De 1462 à 1464, il est grand-chancelier et conseiller du duc de Savoie, Louis Ier.

### Carrière ecclésiastique
Jean devient administrateur du diocèse de Turin, en 1462, évêque en 1469, avant d'être transféré en juillet 1482, à Genève,. Cette arrivée se place dans un conflit entre le Chapitre de la Cathédrale, le Pape et le nouveau duc, Charles Ier. Chacune des parties souhaitant imposer son candidat, c'est celui du duc qui obtient le trône, le candidat de Chapitre, Urbain de Chevron Villette, devient archevêque de Tarentaise, et le candidat du Pape, Domenico della Rovere, obtient Turin. Une négociation entre le Pape et le Duc aboutit et Jean de Compey monte sur le trône. Claire Martinet, dans l'article du Dictionnaire historique de la Suisse, indique que le duc de Savoie souhaitait la nomination de son oncle, François, sur le trône épiscopal. Les tensions force Jean de Compey à fuir Genève, en septembre 1483.
Il doit accepter en 1484 l'archidiocèse de Tarentaise. En 1487, les habitants de la vallée se plaigne de l'archevêque auprès du duc de Savoie.
Jean de Compey meurt le 28 juin 1492, à Moûtiers.

## Blason
Le blason de Jean de Compey se blasonne ainsi d'hermine au chef de gueules, chargé d'un aigle éployée d'or.,